# Ammannia quadriciliata
Ammannia quadriciliata är en fackelblomsväxtart som beskrevs av Joseph Marie Henry Alfred Perrier de la Bâthie. Ammannia quadriciliata ingår i släktet Ammannia och familjen fackelblomsväxter. Inga underarter finns listade i Catalogue of Life.